# Прва варошка болница у Београду
Прва варошка болница саграђена у Београду 1868. године, на иницијативу кнеза Михаила Обреновића. Налази се у улици Џорџа Вашингтона, некадашњој Видинској. Зграда има статус споменика културе од великог значаја и данас је седиште Српског лекарског друштва.

## Историјат болнице

### Иницијатива о изградњи
Прва грађанска болница основана је у Београду 1841. године и више од две деценије није имала своју зграду, већ је била смештена по изнајмљеним кућама, на више места у граду.
Иницијативу за градњу болничке зграде покренуо је кнез Михаило 1861. године, поклонивши у ту сврху општини плац који је откупио од Ђорђа Ценића, тадашњег министра правде, уставописца и законоревнитеља, који је укинуо казну батинањем. Део плаца је поклонио и Илија Милосављевић Коларац. Плац се тада налазио на периферији града, на тадашњој Палилули. Кнез Михаило је поклонио и део грађевинског материјала који је био намењен зидању његовог летњиковца у Смедереву.

### Скупљање средстава
Средства за изградњу болнице се скупљала највећим делом добровољним прилозима, али и организовањем добровољних балова са лутријом, које је организовала општина. Посебно је био успешан бал који је организовала кнегиња Јулија, супруга кнеза Михаила у хотелу "Српска круна", 1865. године, када је скупљено више од 1.667 дуката, као и вредни поклони, што је омогућило почетак градње.

### Пројекат
Пројектант зграде, Јован Френцл, урадио је пројекат по угледу на Јеврејску болницу у Берлину. Френцл је био градски архитекта и пројектовао је и двор кнеза Михаила на месту новог двора – зграда данашњег Председништва. Кнез се у тај двор никада није уселио и препустио га је разним министарствима, а ни Френцл није видео зграду болнице, јер је умро у току градње.

### Изградња
Камен темељац положен је 30. јуна 1865. године у присуству кнеза, општинских одборника и грађана и угледних личности. Зграда је зидана опеком у облику неправилног слова "Т" и има четири нивоа. Уз тешко обезбеђивање средстава, болница је свечано отворена 1. маја 1868. године.
У градњи су учествовали Немци, "Швабе", по којима је названа оближња кафана код "Седам Шваба", срушена 1943.

## Архитектура болнице

### Спољни изглед
Поред Капетан-Мишиног здања ова зграда представља најзначајнији примерак романтизма са елементима романске и готске архитектуре, у развоју београдске архитектуре. Склад између могућности и жеља постигнут је шкртим средствима, добром архитектонском композицијом и са пуно мере употребљеном, једноставном декоративном пластиком. Средишњи део главне фасаде најистакнутији је део зграде, што је постигнуто променом ритма и величином отвора, као и преласком кровног венца у троугласти забат у чијем је темену лантерна са сатом као декоративним акцентом.
У последњем поглављу свог романа Апис и Александар – Трагови писац и новинар Ненад Новак Стефановић пише између осталог и о томе шта се десило са Старим конаком у коме су убијени Александар и Драга Обреновић, као и са покућством које су користили. Према његовим речима, исте 1904. године када се Конак рушио обнављала се Варошка болница. Неко се тада саетио (вероватно је да је то била Јелисавета Начић, која је тада била градски архитекта) да би требало сачувати стаклену надстрешницу која  је украшавала задњи улаз Конака, према парку. Та надстрешница пребачена је и монтирана изнад главног улаза Варошке болнице, где и данас стоји.

### Унутрашњост болнице
Приликом изградње примењена су модерна техничка решења вентилације, грејања болесничких соба и снабдевања хладном и топлом водом. Реч је о новом систему вентилације, који је у то време био права авангарда. У то време није се знало за постојање микроорганизама, али се наслућивало да има нечег невидљивог у ваздуху. Ваздух за болеснике стога је мора да буде чистији. Примењени су методи професора Бема и уведена је вентилација цевима које доводе ваздух у рагастов, кад су прозори затворени. У подруму су биле смештене помоћне просторије, у приземљу и на спрату су била по два болничка одељења, а на тавану казан за воду. Вода је до болнице била спроведена из Палилулске чесме и помоћу парне машине од шест коњских снага пела се у казан на тавану из ког се онда спуштала по спратовима. Ипак, због ограничених средстава, оригинални системи вентилације и водовода нису заживели у својој пуној мери.
По склопу, грађевинским и другим архитектонским одликама, зграда Прве варошке болнице представља високо достигнуће српске архитектуре друге половине 19. века, а по садржају историјски споменик развоја здравствене заштите.
- Велико степениште на главном улазу у болницу
- Улаз у болнички простор
- Болнички ходник
- Болничке собе које су данас претворене у музејске просторије

## Почетак рада
Први управник болнице био је др Јован Валента, који је на том месту остао до 1874. године када је за управника постављен др Казимир Гонсиоровски. Законом о уређењу санитетске струке и чувању народног здравља од 30. марта 1881. године Болница вароши и округа Београда претворена је у Општу државну болницу. Др Лаза Лазаревић постављен је 6. маја 1881. године за вршиоца дужности управника и за шефа Унутрашњег одељења. Дужност управника обављао је до 24. августа 1881, када је на то место постављен др Казимир Гонсиоровски.
Законом је било предвиђено да Општа државна болница има пет одељења али је она све до 1889. имала само два - Одељење за унутрашње и Одељење за спољашње болести. Те године основано је Одељење за кожне болести и сифилис под руководством др Јеврема Жујовића. Исте године за шефа Хируршког одељења постављен је др Војислав Суботић, оснивач модерне хирургије у Србији и један од тројице оснивача Медицинског факултета Универзитета у Београду. Наредне деценије почела су с радом следећа одељења: 1894 - Очно (хонорарни вршилац дужности шефа одељења др Павле Поповић); 1896 - Гинеколошко (шеф др Јован Ј. Јовановић, који је при одељењу 1899. године основао Школу за бабице - прву школу за образовање средњег медицинског кадра у Србији); 1897 - Одељење за болести ушију и гуше (хонорарни шеф одељења др Сигмунд Шрага); 1900 - Одељење за дечје болести (вршилац дужности шефа др Платон Папакостопулос). Гинеколошко одељење са Школом за бабице је прво које се 1902. године иселило из зграде ради смештаја у наменски сазидан павиљон на тзв. Западном Врачару где је 1900. године започето формирање новог круга Опште државне болнице.
Током прве три деценије 20. века у нови болнички круг пресељена су и друга одељења, а у згради "старе болнице" најдуже је остало Очно одељење. Након оснивања Медицинског факултета, многе клинике су биле смештене у зградама Опште државне болнице. Тако је и Очна клиника (1921) радила у просторијама Очног одељења ОДБ (основано 1932, зграду у Вишеградској 22 изградило 1940.), а управник и Одељења и Клинике био је проф. др Ђорђе Нешић. Након укидања Опште државне болнице 1947. године (ОДБ је интегрисана са Клиничком болницом Медицинског факултета) Очна клиника је била последњи корисник зграде до 1983. године када се иселила у нову зграду на Врачару. Одлуком Скупштине града Београда 1984. године, већи део зграде (лево крило сутерена, лево крило приземља, спрат и таван) дат је на коришћене Српском лекарском друштву на неограничено време, а преостали део зграде (десно крило - сутерен и приземље) Дому здравља Стари град на ограничено време.
После вишегодишње реконструкције, Српско лекарско друштво се уселило у зграду 1990. године. У приземљу се налази Музеј Српског лекарског друштва, који је као посебно одељење у саставу Музеја науке и технике од 2007. године.